# Hasarius egaenus
Hasarius egaenus là một loài nhện trong họ Salticidae.
Loài này thuộc chi Hasarius. Hasarius egaenus được Tord Tamerlan Teodor Thorell miêu tả năm 1895.